# 斯特凡·埃芬伯格
斯特凡·埃芬伯格（Stefan Effenberg，1968年8月2日—），德國人，乃已退役足球運動員，球員時代司職中場。

## 生平
艾芬堡早年出身於德國的慕遜加柏，早在1990年已經加盟德甲班霸拜仁慕尼黑。效力了兩季便轉戰意甲，效力費倫天拿。之後他再返回德甲，效力慕遜加柏和拜仁慕尼黑。他在效力拜仁的後段時間表現最為突出，曾贏過多屆德甲聯賽冠軍。2001年更贏得歐洲聯賽冠軍盃，時乃以隊長身份獲得。該季他贏得了大會最有價值球員獎項。
艾芬堡曾代表過德國國家隊三十五次，但他的國際賽生涯整體上並不突出。尤其是他多次作出一些具爭議的行為，使外界議論紛紛。其中1994年世界盃艾芬堡代表國家隊出賽，他在一場分組賽中向球迷作出粗魯的姿勢，結果被國家隊逐出大營。這事使艾芬堡離開了國際賽達四年，至1998年才重新被召回，惟表現平平。
隨著年事已高，艾芬堡已於2002年離開拜仁；2003年轉投中東卡塔爾聯賽一季，隨即宣告退役。

## 榮譽
- 德甲聯賽冠軍：1998/1999、1999/2000、2000/2001
- 歐洲聯賽冠軍盃：2001